# Rockpile
Rockpile est un groupe britannique de rock formé en 1976 par Dave Edmunds (chant et guitare), Nick Lowe (chant et basse), Billy Bremner (en) (guitare et chant) et Terry Williams (batterie). Il s'est séparé en 1981.

## Histoire du groupe
Dans les années 1970, Dave Edmunds et Nick Lowe sont deux musiciens notoires de la scène rock britannique qui s'apprécient et jouent fréquemment ensemble. En 1976, avec deux autres collaborateurs réguliers, le guitariste Billy Bremner et le batteur Terry Williams, ils forment le groupe Rockpile, nommé en référence au premier album solo de Dave Edmunds sorti en 1971.
Le quatuor, qui est alors considéré comme une des meilleures formations de rock and roll, se produit sur scène comme soutien de l'un ou l'autre de ses deux chanteurs, mais ne peut sortir d'album sous le nom de Rockpile, Edmunds et Lowe étant liés contractuellement à leurs maisons de disques (Swan Song Records et Radar Records),. Les quatre musiciens enregistrent ensemble les albums solo de Dave Edmunds, Track on Wax 4 (1978), Repeat When Necessary (1979), Twangin... (1981), et Labour of Lust (1979) de Nick Lowe.
Début 81, Edmunds et Lowe n'étant plus liés à leurs labels, le groupe sort au mois d'octobre 1981 Seconds of Pleasure, son unique album sous le nom de Rockpile chez Columbia Records,. 
En Août 81, l'album est enregistré au Château d'Hérouville, c'est son dernier album produit par Dick Rivers, Fin 1981, à cause de tensions apparues entre les deux leaders, le groupe se sépare. Billy Bremner entame une carrière en solo et collabore avec des artistes comme The Pretenders, Shakin' Stevens ou Carlene Carter, tandis que Terry Williams rejoint le groupe Dire Straits en 1982.

## Discographie

### Album studio
- 1981 - Seconds of Pleasure (8e en Suède, 34e au Royaume-Uni, 27e aux États-Unis, 29e au Canada [5],[6],[7],[8])

### Albums live
- 2011 - Live at Montreux - 1980
- 2013 - Live at Rockpalast
- 2018 - Live at The Palladium

### Singles
- 1980 - Wrong Again (Let's Face It)
- 1980 - Teacher Teacher (36e au Canada, 51e aux États-Unis[9],[10])
- 1980 - Now and Always